# ادوین اوپلر
ادوین اوپلر (انگلیسی: Edwin Oppler; ۱۸ ژوئن ۱۸۳۱ – ۶ سپتامبر ۱۸۸۰) معمار اهل امپراتوری آلمان بود.